# 扉のこちら
ロマンス『扉のこちら』 -O・ヘンリ著「よみがえった改心」より-は宝塚歌劇団のミュージカル作品。
脚本・演出は木村信司。
併演作品は『花扇抄』と『ミリオン・ドリームズ』
宝塚公演は天海祐希のトップお披露目公演演目のひとつ。このときの上演時間は30分。

## 公演期間と公演場所
- 1993年9月17日 - 10月25日　宝塚大劇場（月組公演）
- （東京宝塚劇場公演はない）
- 1994年7月11日 - 7月23日　ロンドン・コロシアム劇場（ロンドン公演）

## スタッフ
※氏名の後ろに「宝塚」、「ロンドン」の文字がなければ両公演共通
- 作曲・編曲：高橋城
- 音楽指揮：佐々田愛一郎（宝塚）、寺田瀧夫（ロンドン）
- 振付：尚すみれ
- 装置：新宮有紀
- 衣装：有村淳
- 音響：加門清邦
- 照明：勝柴次朗
- 小道具：万波一重
- 効果：川ノ上智洋
- 演出補：石田昌也（ロンドン）
- 演出助手：加藤誠（宝塚）
- 舞台進行：濱野文宏（宝塚）
- 制作：佐分孝（宝塚）

## 主な配役

### 宝塚
- ラルフ・D・スペンサー - 天海祐希
- アナベル・カーナビッツ - 麻乃佳世
- ベン・プライス - 久世星佳
- コロー・カーナビッツ - 鈴鹿照
- ポンポーヌ夫人 - 邦なつき
- ジェイ - 星野瞳

### ロンドン
- ラルフ - 安寿ミラ
- アナベル - 月影瞳
- ベン・プライス - 香寿たつき
- カーナビッツ - 立ともみ
- ポンポーヌ夫人 - 出雲綾
- ジェイ - 星野瞳